# Anger Management
Anger Management (bra: Tratamento de Choque; prt: Terapia de Choque) é um filme estadunidense de 2003, do gênero comédia, dirigido por Peter Segal.

## Sinopse
David Buznik (Adam Sandler) é um designer de uma empresa especializada em roupas para gatos obesos sediada em Nova York, com uma namorada adorável e uma rotina estressante, em que muitas vezes faz o trabalho de seu chefe e não é recompensado com uma promoção. Sua vida muda quando, num voo, um mal entendido faz com que seja sentenciado a cumprir um tratamento para controlar o seu temperamento. O responsável por esse tratamento é o Dr. Buddy Rydell (Jack Nicholson), um psicólogo com métodos de tratamento pouco ortodoxos.

## Elenco
- Adam Sandler como Dave Buznik, protagonista do filme.
- Jack Nicholson como Dr. Buddy Rydell, psicólogo nada ortodoxo que é o terapeuta de Dave, além de gerenciar uma terapia da grupo da qual Dave participa
- Marisa Tomei como Linda, namorada de Dave
- Luis Guzmán como Lou, paciente gay da sessão de terapia em grupo
- Jonathan Loughran como Nate, o paciente encrenqueiro da sessão de terapia em grupo
- Kurt Fuller como Frank Head, colega de trabalho de Dave
- Krista Allen como Stacy, lésbica, namorada de Gina. Ambas são bastante sensuais e atraem Dave, que as usa para fazer ciúmes a sua namorada Linda. Ambas fazem parte da terapia de grupo.
- January Jones como Gina, lésbica, namorada de Stacy. Bastante sensuais e até mesmo inadequadas e de comportamento e vestuário bastante vulgares.
- Clint Black como Massuer
- John Turturro como Chuck
- Lynne Thigpen como Juiza Brenda Daniels
  - Este filme acabou por ser último filme de Thigpen. Ela morreu apenas um mês antes do lançamento do filme, o filme é dedicado em sua memória.
- Woody Harrelson como Galaxia a prostituta travesti / Gary guarda de segurança
- Kevin Nealon como Sam, o advogado de Dave
- Allen Covert como Andrew
- Nancy Walls como Patty atendente do avião
- John C. Reilly (não creditado) como velho Arnie Shankman
- Alan James Morgan como jovem Arnie Shankman
- Heather Graham (não creditada) como Kendra
- Harry Dean Stanton (não creditado) como homem cego
- Horatio Sanz (não creditado) como ator no filme em voo
- Jake Busey (não creditado) como ator no filme em voo
- Jerry O'Connell (não creditado) como ator no filme em voo
- Isaac C. Singleton Jr. como marechal do ar

Vários outros apareceram como eles mesmos, tais como:
- Cody Arens
- John McEnroe
- Derek Jeter
- Robert Merrill
- Bob Sheppard
- Judith Nathan
- Bob Knight
- Roger Clemens
- Rudy Giuliani
- Matthew Bryant

## Trilha sonora
- Blondie - "Heart of Glass"
- Jimmy Buffett - "Margaritaville"
- West Side Story - "I Feel Pretty"
- Louis Armstrong - "Mack The Knife"
- Smash Mouth - "Why Can't We Be Friends?"
- Bee Gees - "How Deep Is Your Love"
- The Rolling Stones - "19th Nervous Breakdown"
- The Rolling Stones - "Street Fighting Man"
- Michael Jackson - "Scream"
- Santana - "Black Magic Woman"
- Aerosmith - "Pink"
- Carl Douglas - "Kung Fu Fighting"
- The Who - "Won't Get Fooled Again"
- Tori Amos - "China"
- Louis Prima - "When You're Smiling"
- Jane's Addiction - "Stop!"
- Van Halen - "Ice Cream Man"
- Cream - "Strange Brew"
- Filter - "The Only Way (Is The Wrong Way)"

## Recepção
Anger Management recebeu críticas mistas dos críticos de cinema. Rotten Tomatoes informou que 43% dos críticos deram ao filme críticas positivas, com uma pontuação média de 5.1/10, com base em 189 opiniões. Metacritic relatou o filme teve uma pontuação média de 52 em 100, com base em 38 opiniões.